# South Vienna (Ohio)
Pour les articles homonymes, voir South Vienna.
South Vienna est un village américain situé dans le comté de Clark, dans l'Ohio. Selon le recensement de 2010, sa population est de 384 habitants.